# Гашени
Гаше́ни — деревня в Невьянском районе Свердловской области России. Входит в Невьянский муниципальный округ. Ранее входила в состав Конёвского сельсовета Невьянского района.

## Географическое положение
Деревня Гашени расположена на реке Малый Сап, к северу от Екатеринбурга, к юго-востоку от Нижнего Тагила и в 28 километрах к востоку от районного центра — города Невьянска. Расстояние до ближайшей железнодорожной станции Невьянск — 34,5 километра.
Ближайшие населённые пункты: сёла Конёво и Киприно, деревня Осиновка.

## История
Гашени — выселок из села Конёво. В XIX веке деревня входила в состав Аятской волости Екатеринбургского уезда. Согласно подворной переписи 1887 года, население Гашеней составляло 279 жителей (138 мужчин и 141 женщина), проживавших в 54 дворах. Грамотными были только 4 мужчины, учащихся — 7. В деревне имелось два промышленных заведения, торговых лавок и трактиров не было.

## Население
По данным Всероссийской переписи населения 2010 года, в деревне постоянно проживали 4 человека, из них 1 мужчина и 3 женщины. По данным на 2002 год, в Гашенях проживали русские.
Долговременная динамика численности населения:
| Численность населения | Численность населения | Численность населения | Численность населения | Численность населения | Численность населения | Численность населения | Численность населения | Численность населения | Численность населения | Численность населения | Численность населения |
| 1858                  | 1869                  | 1887                  | 1926                  | 1937                  | 1939                  | 1959                  | 1970                  | 1979                  | 1989                  | 2002                  | 2010                  |
| --------------------- | --------------------- | --------------------- | --------------------- | --------------------- | --------------------- | --------------------- | --------------------- | --------------------- | --------------------- | --------------------- | --------------------- |
| н/д                   | н/д                   | 279                   | 371                   | н/д                   | н/д                   | н/д                   | н/д                   | н/д                   | н/д                   | 2                     | 4                     |